# Val Verde
Val Verde est une census-designated place de Californie située dans le comté de Los Angeles. En 2010, la population comptait 2 468 habitants.